# سيباستيان هاريسون
سيباستيان هاريسون (بالفرنسية: Sebastian Harrison)‏ هو مهندس معماري فرنسي، ولد في 12 مارس 1860، وتوفي في 19 نوفمبر 1930.